# Cyril Tourneur
Cyril Tourneur (1575 – 28 de febrero de 1626) fue un dramaturgo jacobino que tuvo gran éxito durante el reinado de Jacobo I de Inglaterra. Su obra más conocida es The Revenger's Tragedy (La tragedia del vengador) (1607), una obra que alternativamente se ha atribuido a Thomas Middleton.
Cyril Tourneur fue posiblemente el hijo de un Capitán del ejército, llamado Richard Turner, que estuvo destinado en los Países Bajos, donde igualmente sirvió Tourneur, pues hay un documento de 1613 en el que consta que le pagaron una cantidad por llevar cartas a Bruselas. Disfrutó de una pensión del gobierno de las Provincias Unidas.
En 1625, fue nombrado por Sir Edward Cecil, secretario del consejo de guerra. Este nombramiento fue anulado por Buckingham, pero Tourneur marchó en compañía de Cecil a Cádiz. En el viaje de regreso de la desastrosa expedición, desembarcó en Kinsale con otros enfermos y murió en Irlanda el 28 de febrero de 1626.
Aunque escribió poesía, es conocido sobre todo por dos obras dramáticas: La tragedia del vengador (publicada en 1607), ya mencionada, y The Atheist's Tragedy (publicada en 1611). Se trata de obras sangrientas, dentro del estilo de John Webster, llenas de crueldad y horrores, y personajes siniestros, corrompidos, hasta el punto de ser más bien arquetipos. La primera de ellas, que puede que se escribiera después de la segunda, es un pastiche de Hamlet, que se centra en las atrocidades de la venganza sangrienta más que en las reflexiones filosóficas. Hasta hace poco se consideraban obras irrepresentables como rarezas de horror gótico, pero a partir de los años 1980 se ha representado en Gran Bretaña y otros lugares. En 2003, esta obra incluso inspiró una película titulada Revengers Tragedy.

## Influencia posterior
- Aparece retratado por Marcel Schwob en su libro Vidas Imaginarias[1]